# Cacyparis atrotumens
Cacyparis atrotumens är en fjärilsart som beskrevs av Walker 1865. Cacyparis atrotumens ingår i släktet Cacyparis och familjen trågspinnare. Inga underarter finns listade i Catalogue of Life.